# Élisée Maclet
Élisée Maclet (* 12. April 1881 in Lihons; † 23. August 1962 in Paris) war ein französischer Maler.

## Leben
Élisée Maclet war Sohn eines Gärtners. Sein künstlerisches Talent wurde bereits 1892 von Pierre Puvis de Chavannes erkannt, der den Jungen ausbilden wollte, doch der Vater lehnte ab. Trotz des väterlichen Widerstandes ging Maclet nach Montmartre und begann zu malen, wobei er seinen Lebensunterhalt durch Gelegenheitsarbeit bestritt. Er machte die Bekanntschaft von Maurice Utrillo und der Kunsthändler Charles Dosbourg kaufte erste Arbeiten von Maclet. Während des Ersten Weltkriegs arbeitete er in einem Lazarett. 1918 ging er auf Anregung von Francis Carco für ein Jahr nach Dieppe, um seinen Horizont zu erweitern. Nach Paris zurückgekehrt machte er die Bekanntschaft von Colette und Max Jacob. 1923 ging er im Auftrag des österreichischen Fabrikanten Baron von Frey nach Südfrankreich, 1928 nach Korsika. 1929 lebte und arbeitete er etwa zwei Jahre lang in der Bretagne. Danach arbeitete er in der Picardie und kehrte fünf Jahre später endgültig nach Paris zurück. 1945 präsentierte Maclet seine Arbeiten in der Pariser Galerie Norvins. Nach einer weiteren Ausstellung in der Pariser Galerie Nicolas Poussin 1957 begannen die Preise seiner Werke kontinuierlich zu steigen.
Seine Arbeiten werden der Naiven Malerei zugeordnet. 